# Nibea soldado
Nibea soldado és una espècie de peix de la família dels esciènids i de l'ordre dels perciformes.

## Morfologia
- Els mascles poden assolir 60 cm de longitud total.[1][2]

## Alimentació
Menja peixets i invertebrats.

## Hàbitat
És un peix de clima tropical (22°N-23°S, 72°E-149°E) i demersal que viu fins als 40 m de fondària.

## Distribució geogràfica
Es troba des de l'Índia i Sri Lanka fins a Queensland (Austràlia), Nova Guinea i el Vietnam, incloent-hi la conca inferior del riu Mekong.

## Ús comercial
Es comercialitza fresc i en salaó.

## Observacions
És inofensiu per als humans.